# Persicaria javanica
Persicaria javanica är en slideväxtart som först beskrevs av De Bruyn, och fick sitt nu gällande namn av Sojak. Persicaria javanica ingår i släktet pilörter, och familjen slideväxter. Inga underarter finns listade i Catalogue of Life.